# Іоанн (Соколов)
Іоанн Соколов (в миру Іван Олександрович Соколов; нар. 1 (13) січня 1877, Дмитров, Московська  губернія — пом. 29 березня 1968 Святошин, Київська область) — єпископ РПЦ, з лютого 1944 р. він як митрополит Київський і Галицький Іоанн (світське ім'я рос. Иван Александрович Соколов), Патріарший Екзарх всієї України, постійний член Священного Синоду Московського Патріархату.

## Біографія
Народився в сім'ї диякона, який помер за 4 місяці до його народження; у десять років він втратив і матір. Навчався в духовному училищі Перервинського монастиря, потім вступив до Московської духовної семінарії, яку закінчив у 1897 р.; був назначений старшим учителем у духовну школу Угрешського монастиря.
- У 1901 р. одружився і був рукоположений в ієреї; викладав Закон Божий у гімназіях.

- У 1912 р. закінчив у чотири роки Московського археологічного інституту і захистив дисертацію на тему: Про особливості богослужбових чинів Російської Церкви до XVII ст. за «крюковими» і «нотними» книгами.

- У 1915 р. овдовів. Після 1917 р. працював в комісії з охорони пам'яток старовини.

- У 1919 р. настоятель храму і благочинний 2-го відділення «Нікітського сорока» Москви, піднесений у сан протоієрея.

- У 1928 р. прийняв чернечий постриг; 12 жовтня (н.ст.) того ж року піднесений у сан єпископа Орєхово-Зуєвського, вікарія Московської єпархії.

- До 1936 р. обіймав різні вікарні кафедри Московської єпархії, потім — Брянський, Вологодський.

- З 23 травня 1937 р. — єпископ Архангельський; з 21 січня 1938 р. — архієпископ. Вийшов на пенсію «через хворобу»; жив під Москвою. У жовтні 1941 р. разом з Московською Патріархією евакуйований у м. Ульяновськ. З листопада 1941 р. архієпископ Ульяновський; з 1 серпня 1942 р. — архієпископ Ярославський і Ростовський.

- 8 вересня 1943 р. брав участь в Соборі єпископів, котрий обрав митрополита Сергія Страгородського Патріархом Московським і всієї Русі. 12 лютого 1944 р. піднесений у сан митрополита і призначений митрополитом Київським і Галицьким, Екзархом України. Священно-архімандрит Києво-Печерської лаври до її закриття в 1961 році. Через Екзарха України радянська влада керувала підпорядкуванням православного церковного життя України Московській Патріархії (під час німецької адміністрації в Україні функціонував ряд автономних чи повністю незалежних від Патріархії структур). Під цим «прикриттям» велася також підготовка до «возз'єднання» Української греко-католицької Церкви з Московською Патріархією.

- 25 лютого 1949 р. нагороджений правом носіння двох панагій поза межами екзархату.

- Під час «хрущовських гонінь» (1959–1964 рр.) в одному Києві було закрито 2 монастирі, духовна семінарія, близько 20 парафіяльних церков. Старий Екзарх як громадянин СРСР виступав лише слухняним знаряддям гонителів Церкви. 30 березня 1964 р. звільнений на пенсію через хворобу.

Могила Іоанна Соколова

Помер 29 березня 1968 року. Його відспівування здійснював 31 березня у Володимирському соборі Києва митрополит Крутицький і Коломенський Пимен (Ізвєков) у співслужінні митрополита Талліннського Алексія (Рідігера) і деяких архієреїв Українського екзархату (митрополит Київський і Галицький Філарет Денисенко перебував тоді в Празі на III Всехристиянському Мирному Конгресі). Похований на Байковому цвинтарі Києва (стара частина).
- У 2015 році в стінах КПБА відбувся захист магістерської роботи ієромонаха Михаїла (Карнауха) на тему: "Митрополит Київський і Галицький, патріарший екзарх України Іоан (Соколов) (1944 - 1964 рр) ".